# مالک دوزخ
مالک دوزخ فیلمی به کارگردانی و نویسندگی امیر شروان محصول سال ۱۳۴۸ خورشبدی است. این فیلم به تهیه‌کنندگی مهدی مصیبی محصول سییرا فیلم است.

## خلاصه داستان
دختری عاشق مرد جوانی است که در خانواده‌شان با او بزرگ شده است. عموی دختر که چشم به ثروت دختر دوخته، قصد دارد او را به ازدواج پسرش درآورد. به همین جهت مشکلاتی برای مرد جوان پیش می آورد. اما چون کاری از پیش نمی‌برد به پسرش فرمان قتل او را می دهد؛ اما طی حادثه‌ای پی می‌برد که پسر جوان، فرزند گمشده‌ی خود اوست و به همین جهت خود را به سرعت به مرد جوان می‌رساند تا او را از مرگ برهاند، اما خودش هدف گلوله قرار می‌گیرد و در آخرین لحظات زندگی از مرد جوان می‌خواهد که برادر خطاکارش را حمایت کند.

## بازیگران
اسامی بازیگران فیلم مالک دوزخ به شکل* و ترتیب نمایش در عنوان‌بندی آغازین فیلم:
1. فروزان به نقش طلا
2. همایون
3. منوچهر وثوق
4. ویکتوریا به نقش سیمین
5. نرسی [کرکیا] به نقش جمشید
6. [احمد] قدکچیان به نقش مباشر
7. مینا
8. حبیب‌الله بلور
9. [غلامرضا]سرکوب
10. یدی (یدالله محمدی‌نژاد)
11. [فرخ‌لقا]هوشمند به نقش مادر بهرام
12. میزانی
13. مرتضی [حمزه]
14. نصیری
15. نریمان [شیری‌فرد] به نقش ستار
16. بیگلری
17. فرامرز [محمودی]
18. [اژدر] داوودی
19. [علی] گل‌محمدی

* اسامی داخل کروشه در عنوان بندی و یا پوستر درج نشده‌اند، به معنی که این بازیگران در زمان خود به این نامها شهرت داشته‌اند

## نمایش فیلم
فیلم مالک دوزخ برای بار نخست در تاریخ چهارشنبه ۲۲ بهمن ۱۳۴۸ در چهارده سینما در تهران و همزمان در شهرستانها به نمایش درآمد . این فیلم جایگزین فیلم امشب دختری می‌میرد در گروه سینمایی مولن‌روژ شد .
سینماهای نمایش‌دهنده فیلم مالک دوزخ در تهران در گروه سینمایی مولن‌روژ شامل ۱۴ سینمای مولن روژ، دیانا، مهتاب، رکس، شهوند، رنگین‌کمان، لیدو، نپتون، اسکار، همای،‌ ارانوس، پاسارگاد، شرق و چرخ و فلک (برنامه افتتاحیه سینما چرخ و فلک) بودند. سینماهای نمایش‌دهنده این فیلم در شهرستانها شامل پارامونت، پارس و پرسپولیس در شیراز، فردوسی و هما در مشهد و مترو و کریستال در کرمانشاه بودند .
فیلم مالک دوزخ، پس از دو هفته نمایش در تهران، در گروه سینمایی مولن‌روژ در تاریخ سه‌شنبه ۵ اسفند ۱۳۴۸ جای خود را به فیلم نعره گرگ‌ها (پرویز نوری) داد  . 

## موسیقی فیلم
- آهنگسازان: انوشیروان روحانی و منوچهر گودرزی
- آهنگساز ترانه‌ی همره کاروان با صدای ایرج: بابک افشار
- ترانه‌سرا: تورج نگهبان
- خوانندگان: ایرج و عهدیه
- انتخاب موزیک متن: حسین مصیبی